# 59e (Staffordshire) Infanteriedivisie

Insigne van het Britse 59e Infanteriedivisie

De 59e (Staffordshire) Infanteriedivisie (Engels: 59th (Staffordshire) Infantry Division) was een Britse infanteriedivisie gedurende de Tweede Wereldoorlog.

## Geschiedenis
De 59e Infanteriedivisie werd op 29 augustus 1939 opgericht als een duplicaat van de 55e (West Lancashire) Infanteriedivisie. De divisie bleef tot Operatie Overlord gestationeerd in Groot-Brittannië. De 59e Infanteriedivisie landde op 26 juni 1944 als onderdeel van het 2e Leger in Normandië. Het was toegevoegd aan het 1e Legerkorps voor Operatie Charnwood. De divisie was betrokken bij gevechten in de noordwestelijke buitenwijken van Caen. Daarna werd de 59e Infanteriedivisie aan het 12e Legerkorps toegevoegd. 
De 59e Infanteriedivisie vocht tot 18 augustus 1944 in Normandië en werd daarna opgeheven om de verliezen in andere eenheden van het 2e Leger op te vangen.

## Eenheden

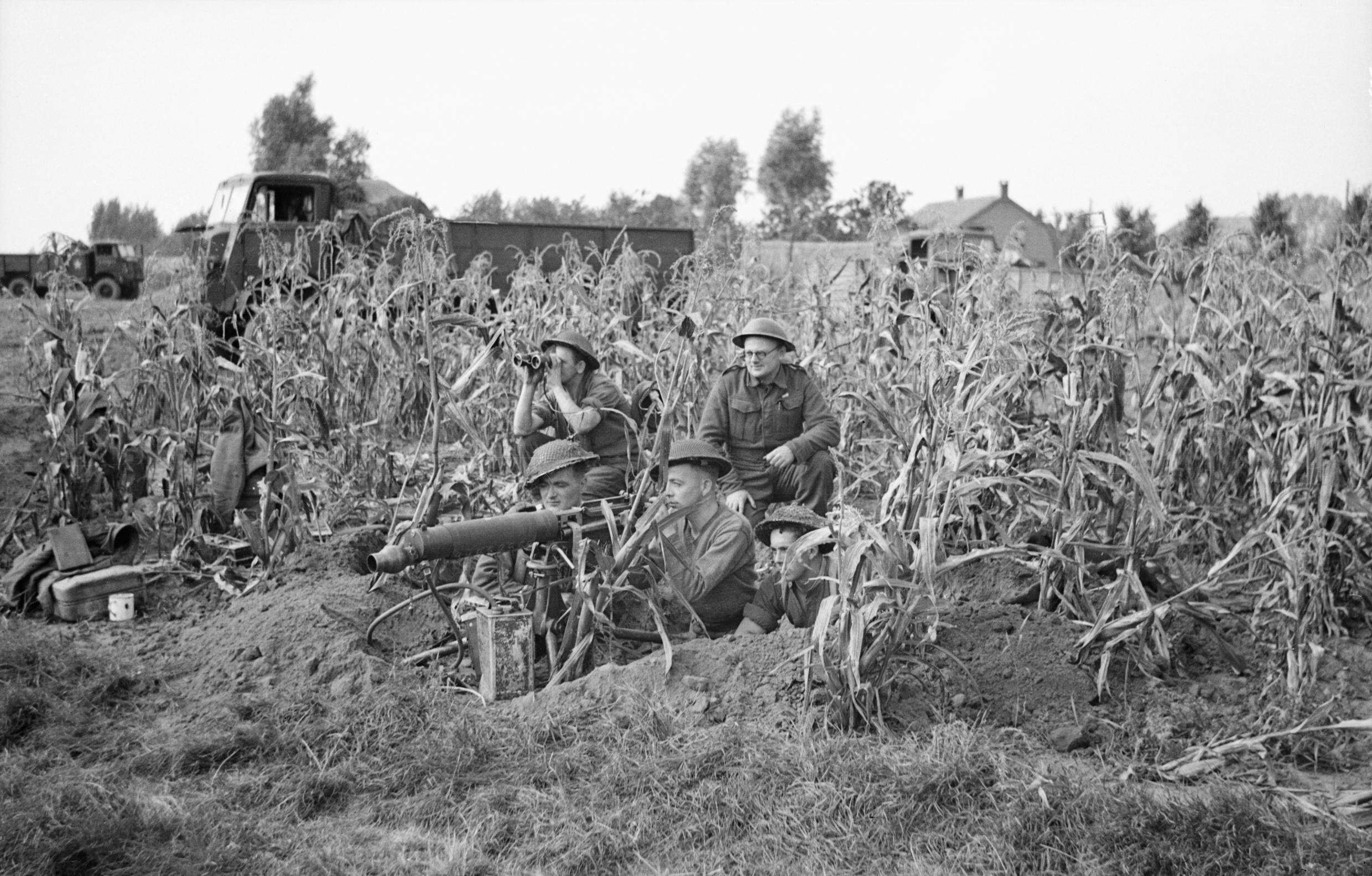
De 59e Infanteriedivisie in 1944

In augustus 1944 bestond de 59e (Staffordshire) Infanteriedivisie uit:
176e Infanteriebrigade
- 6th Battalion, The North Staffordshire Regiment
- 7th Battalion, The Royal Norfolk Regiment
- 7th Battalion, The South Staffordshire Regiment

177e Infanteriebrigade
- 5th Battalion, The South Staffordshire Regiment
- 1st/6th Battalion, The South Staffordshire Regiment
- 2nd/6th Battalion,  The South Staffordshire Regiment

197e Infanteriebrigade
- 5th Battalion, The East Lancashire Regiment
- 2nd/5th Battalion, The Lancashire Fusiliers
- 1st/7th Battalion,  The Royal Warwickshire Regiment

Divisional Troops
- 7th Battalion, The Royal Northumberland Fusiliers
- 59th Reconnaissance Regiment, Royal Armoured Corps
- 61st Field Regiment, Royal Artillery
- 110th Field Regiment, Royal Artillery
- 116th Field Regiment, Royal Artillery
- 68th Anti-Tank Regiment, Royal Artillery
- 257th Field Company, Royal Engineers
- 509th Field Company, Royal Engineers
- 510th Field Company, Royal Engineers